# Franz-Josef Overbeck
Franz-Josef Overbeck, nascut el 19 de juny de 1964 a Marl (Rin del Nord-Westfàlia, Alemanya) és un bisbe i teòleg alemany, bisbe d'Essen des de 2009 i bisbe militar del Bundeswehr des de 2011.

## Biografia
Nascut a Marl, fill del matrimoni format per Annette i Hans-Josef Overbeck, una família de camperols. El seu pare, Hans-Josef, va fundar la destil·leria Overbeck a Marl.
En acabar la seva escolaritat el 1983 al Gymnasium de Marl, Franz-Josef estudià durant dos semestres, filosofia i teologia. El 1984 continuà els seus estudis al Collegium Germanicum et Hungaricum de Roma, llicenciant-se per la Universitat Pontifícia Gregoriana el 1990 en filosofia i teologia.
El 10 d'octubre de 1989 va ser ordenat prevere de la diòcesi de Münster pel cardenal Joseph Ratzinger a l'església de Sant'Ignazio di Loyola a Campo Marzio.
Entre 1990 i 1994, Franz-Josef Overbeck va treballar com a almoiner mentre que continuava els seus estudis. El 1994, va ser nomenat vicari i rector de la residència d'estudians de Münster. Va ser alliberat de les seves funcions pel bisbe Reinhard Lettmann per tal que prosseguís els seus estudis universitaris. El 2000 van obtenir el seu doctorat per la universitat de Münster amb una tesi sobre "Déu a l'antropologia i la teologia trinitària", esdevenint a continuació director de l'Institut pel diaconat i la pastoral de la diòcesi de Münster, a més de ser comissari episcopal pel diaconat permanent. El 2002 va ser nomenat assistent eclesiàstic de la Comunitat de Vida Cristiana.

### Episcopat
El 18 de juliol de 2007, el Papa Benet XVI el nomenà bisbe titular de Matara a Numídia i bisbe auxiliar de Münster. Va ser consagrat bisbe l'1 de setembre de 2007 per bisbe Reinhard Lettmann, amb els bisbes Henry Mussinghoff i Friedrich Ostermannactuant com a coconsagradors.
El 29 de març de 2008, davant de la dimissió de Reinhard Lettmann, el capítol de la catedral de Münster elegí a Overbeck com a administrador diocesà, exercint aquest càrrec fins al nomenament de Felix Genn com a bisbe el 29 de març de 2009.
El 2008 va ser nomenat pel cardenal, oficial de l'orde del Sant Sepulcre de Jerusalem, sent investit el 17 de maig de 2008 a la catedral de Colònia per Reinhard Marx, Gran Prior de la Tinència Alemanya.
El 28 d'octubre de 2009, després de la seva elecció pel capítol de la catedral d'Essen, Overbeck va ser nomenat bisbe d'Essen pel Papa Benet XVI. La seva instal·lació va tenir lloc el 20 de desembre de 2009 a la catedral d'Essen.
El 24 de febrer de 2011 va ser nomenat pel Papa Benet XVI bisbe militar del Bundeswehr. La seva instal·lació va tenir lloc el 6 de maig de 2011.
Des del 2014 és també membre del Consell pontifici per a la Cultura, a més que la fundació Centesimus Annus Pro Pontifice.